# Bike
Bike és una cançó del grup britànic Pink Floyd, compost per Syd Barrett, que apareix en l'àlbum The Piper at the Gates of Dawn de 1967. Apareix també en dues compilacions, Relics i Echoes: The Best of Pink Floyd.
Però hi ha igualment un altre sentit a aquesta cançó. El 1943, el químic suís Albert Hofmann va sintetitzar l'LSD 25 i se sent estrany i entra a casa seva amb bicicleta i allà comença el primer viatge de la nostra època.

## Història
Segons Andre Rawlison, un amic de Cambridge, «Bike» (que com a títol provisional havia sigut «The Bike Song») és una de les composicions més antigues de Syd Barrett, ja que li havia sentit tocar-la a casa de Roger Waters a Rock Road. No té l'atmosfera onírica i psicodèlica de les 3 cançons precedents, i en canvi, té un ambient de music-hall britànic estil Charles Pernose, a qui se'l pot considerar una altra influència del compositor. També podem veure en ella una espècies d'adaptació peronsal del conte infantil L'home de jengibre (The Gingerbreod Man), o inclús dels contes de Now We Are Six de A. A. Mine.
El protagonista de la història és un adolescent (sens dubte, el propi Syd ja que la cançó podria estar dedicada a la seva parella de l'època, Jenny Spires), qui mostra a la seva parella la bicicleta que li han deixat, una bicicleta «amb una cistella i timbre que sona, i moltes coses que li donen un aspecte molt bonic». D'aquesta forma espera seduir-la, doncs és el tipus de noia que encaixa en el seu món. Seguidament Barrett ens submergeix en el surrealisme. En el seu món, són amics amb una rata vella a la que anomena Gerald i hi ha ninots de pa d'espècies i, a la seva habitació, rellotges de corda amb música.
Jenny Fabian, coautora de llibre de culte Groupie (i habitual als concerts d'UFO i Marquee en els inicis de Pink Floyd, compara «Bike» i la majoria de cançons de Barrett amb elements d'un regne de fades excèntric.
La lletra de Barrett només és senzilla en aparença, ja que en realitat, el compositor sembla mantenir l'ambiguïtat a propòsit a mesura que va explicant la història. L'exemple més evident es troba en el tercer vers. Tal com Barrett ho narra -I know a Mouse, and he han't got a house I don't know why I call him Gerald (conec un ratolí sense casa, i no sé perquè l'anomeno Gerald)—, és difícil saber si el que el narrador ignora és perquè el ratolí no té llar o perquè l'anomena Gerald. Una confusió en consonancia amb la pròpia música, ja que al final evoluciona cap a una espècie de música concreta composta per collage diversos.

## Versions
La banda japonesa d'estil New Wave P-Model, va versionar «Bike» durant les sessions del seu àlbum Another Game (1984), i la cançó també ha estat versionada per la banda de rock progressiu Phish (en la que el bateria Jon Fishman va utilitzar un aspirador).

## Crèdits
- Syd Barrett: veus, guitarra, efectes sonors
- Roger Waters: baix, cors
- Rick Wright: orgue, piano
- Nick Mason: bateria